# Aeroporto Planalto Central
O Aeródromo Central do Planalto (ICAO: SIQE) é um aeroporto brasileiro na região administrativa de São Sebastião, no Distrito Federal, dedicado à aviação geral. É atualmente administrado por contrato pela Infracea.

## História
Anteriormente conhecido como Aeródromo do Botelho, a exploração do espaço para pouso, decolagem e abrigo de aviões começou de forma irregular, em terras públicas arrendadas por um fazendeiro para atividade agrícola.
Em 2019, a Terracap iniciou a reintegração da área e contratou a Infraero para administrar o local, que o fez entre 11 de setembro de 2019 e 7 de setembro de 2022, mas ainda não tinha posse total do espaço, já que os hangares ali erguidos estavam ocupados. 
Em 2022, a estatal fechou acordo com 49 ocupantes dos 113 hangares e dois postos de combustíveis, que pagam aluguel para utilizar o espaço e desde 8 de setembro de 2022 é administrado pela Infracea passou a ser a nova contratada.

### Acesso
O aeroporto está localizado a 35 km do centro de Brasília.